# Neuhof/Hildesheimer Wald/Marienrode
Neuhof/Hildesheimer Wald/Marienrode ist ein Stadtteil der niedersächsischen Stadt Hildesheim, der eine von 14 Ortschaften der Stadt bildet.

## Geografie

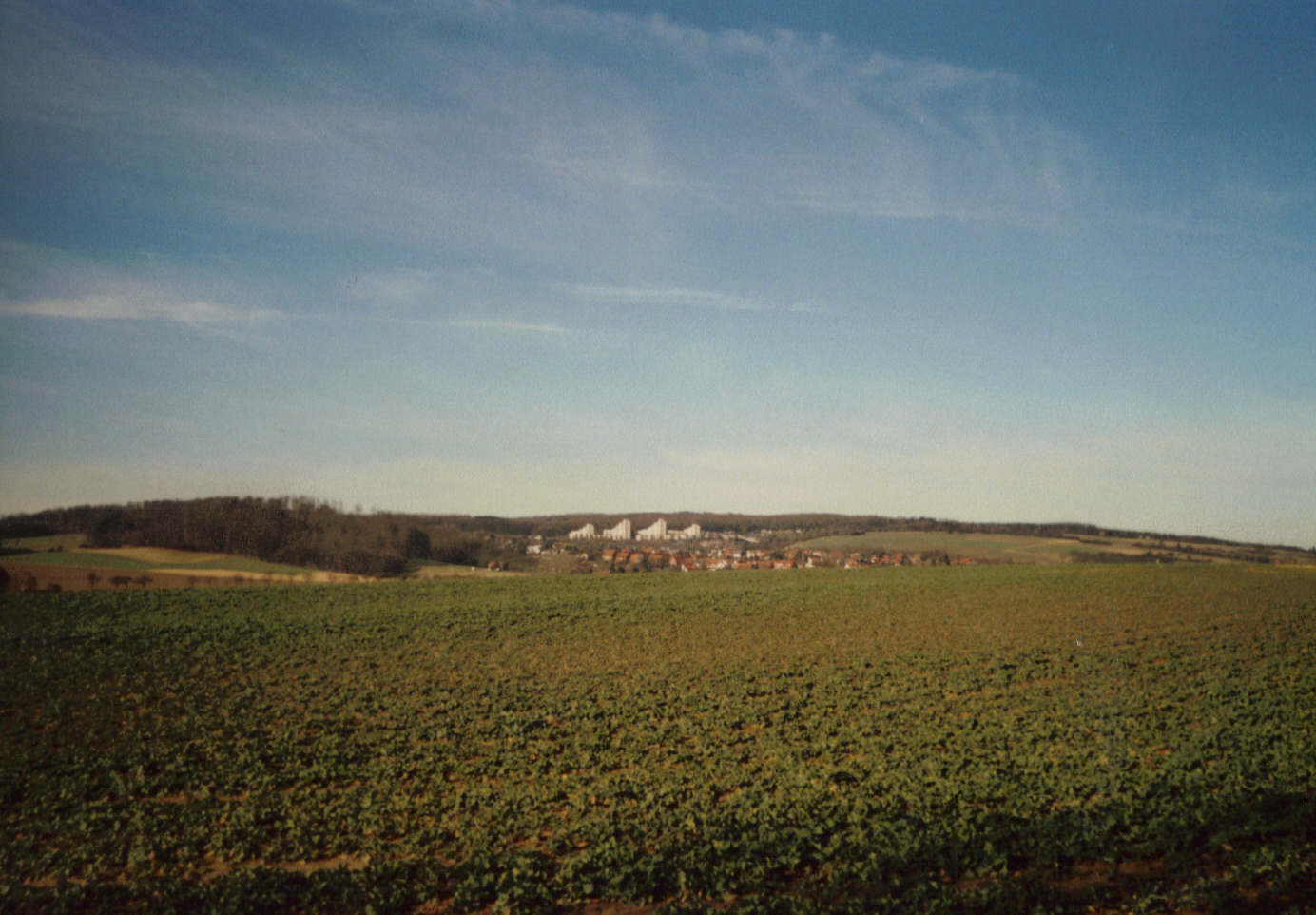
Blick zum Ortsteil Neuhof mit Hochhäusern am Trockenen Kamp

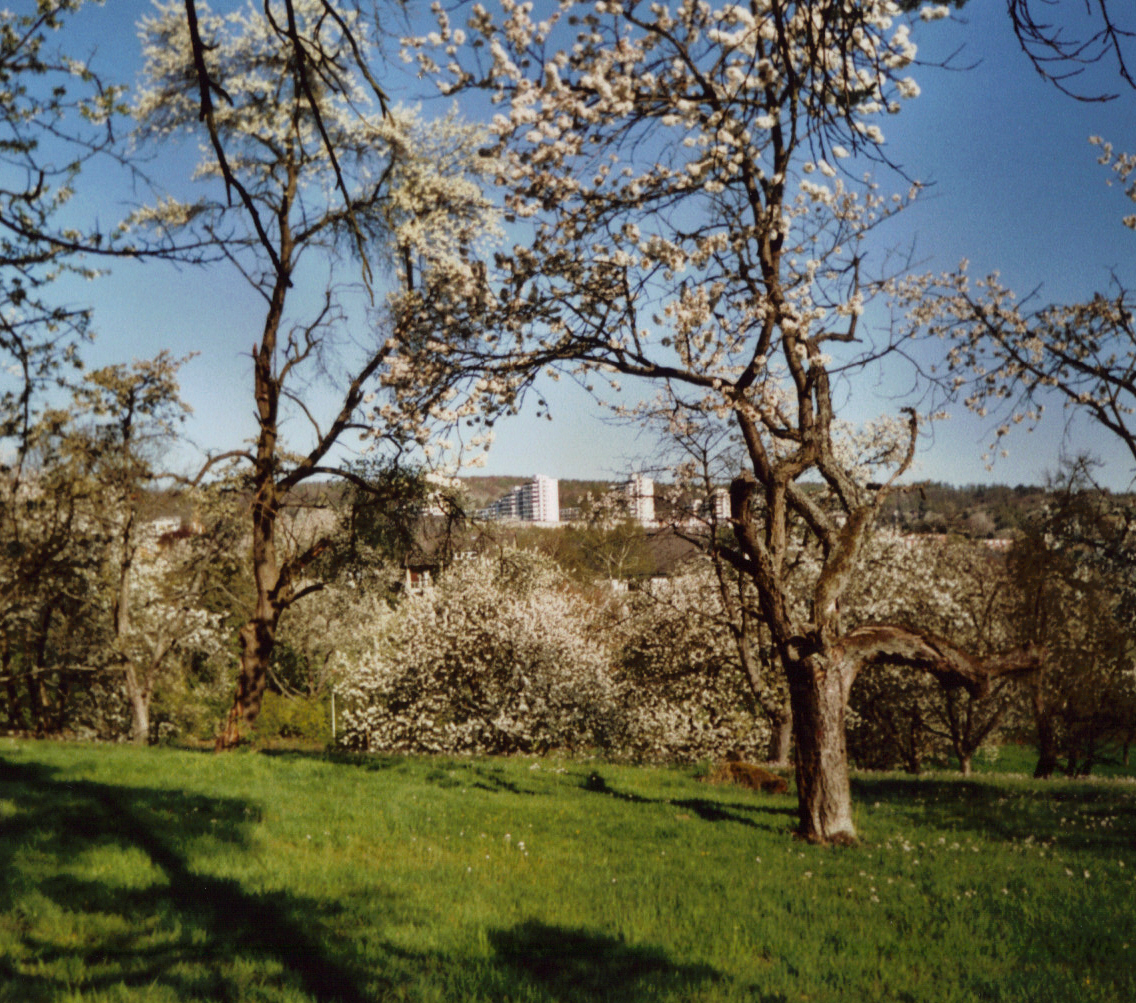
Blick von Neuhof zum Trockenen Kamp während der Kirschblüte

Neuhof, Hildesheimer Wald und Marienrode liegen vier bis sechs Kilometer südwestlich der Hildesheimer Innenstadt. Die drei Stadtteile bilden kein geschlossenes Siedlungsgebiet, sondern sind durch Äcker, Streuobstwiesen, bewaldete Hügel und Berge getrennt. Die Landschaft wird durch mehrere Bachläufe wie den Trillkebach geprägt. Der Stadtteil gehört mit einer Fläche von rund 1330 ha zu den größten Stadtteilen Hildesheims und zählte am 1. Januar 2001 3648 Einwohner, von denen 1526 evangelisch und 1175 katholisch waren, der Rest war konfessionslos oder gehörte anderen Konfessionen an. Am 31. Dezember 2005 war die Einwohnerzahl auf 3142 zurückgegangen. Laut den statistischen Daten vom 1. Januar 2008 stieg die Einwohnerzahl auf 3234.

## Geschichte

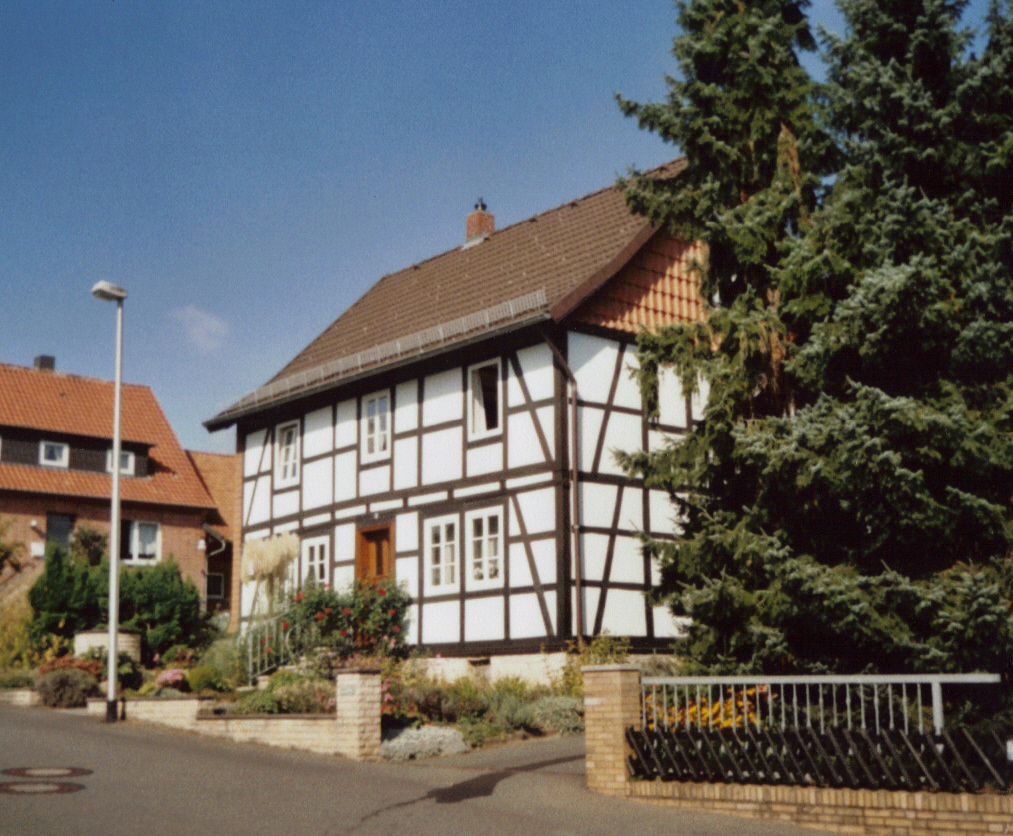
Im Altdorf Neuhof

### Neuhof

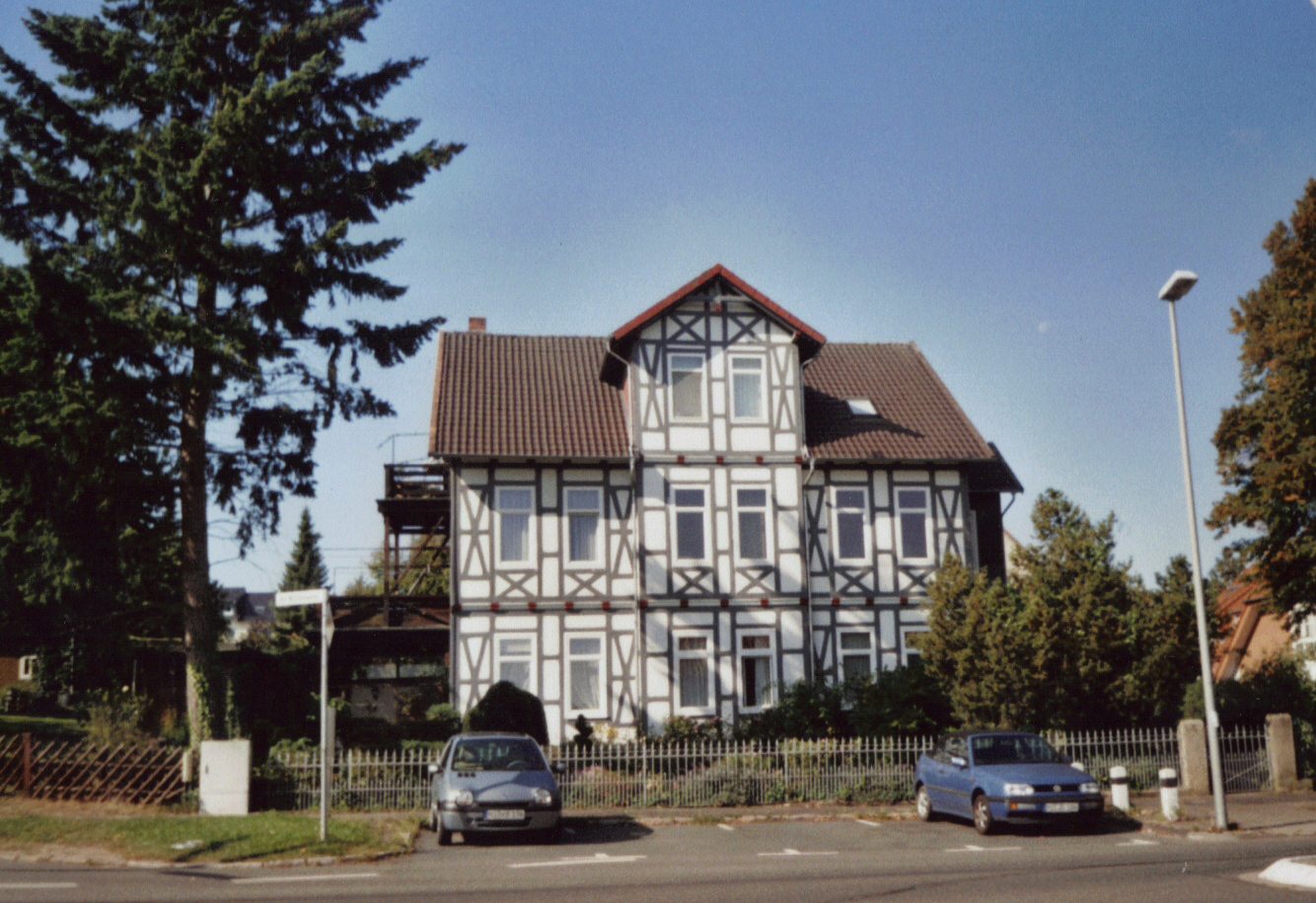
Im Altdorf Neuhof

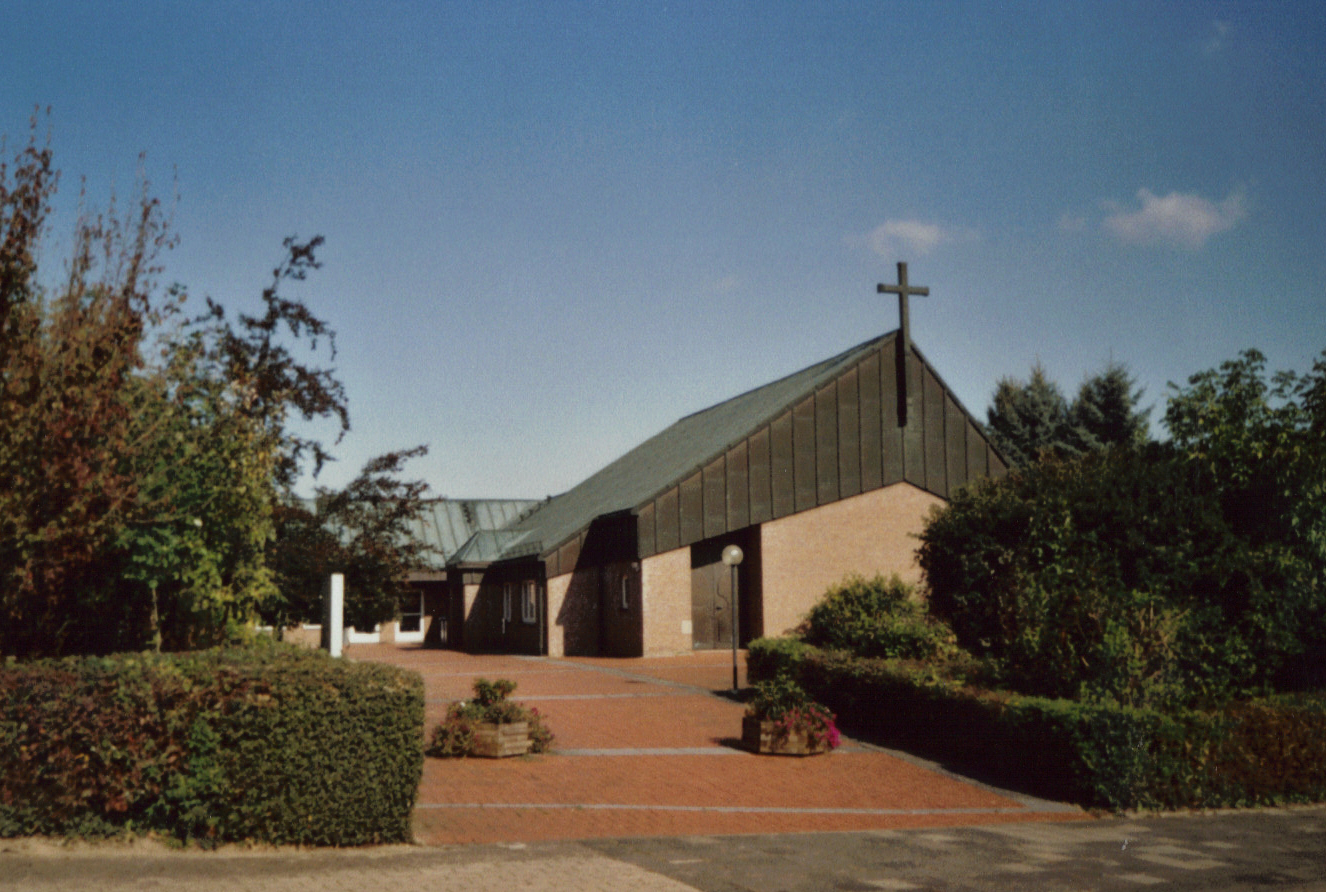
Kapelle Mariä Heimsuchung in Neuhof

Neuhof wurde um 1260 von den Zisterziensern des Klosters Marienrode gegründet, die etwa einen Kilometer nördlich ihres Klosters einen Hof anlegten. Wegen der fruchtbaren Erde mit den hohen Bodenwerten und der Schwarzen Riede, eines in die Trillke mündenden Baches, war diese Lage günstig. Der Straßenname „Am Klosterhofe“ gibt möglicherweise die ungefähre Lage dieses „neuen Hofes“ an. In diesem Zusammenhang ist der Name eines Abtes mit Namen Dethmar überliefert, der seit 1259 im Kloster Marienrode lebte. An ihn erinnert noch heute die „Dethmarstraße“ im alten Ortskern Neuhofs.
Um den Klosterhof herum entwickelte sich ein Bauerndorf, in dem es keine Kirche gab. Die Einwohner Neuhofs gingen im nur etwa einen Kilometer entfernten Marienrode zur Kirche. Bei der Volkszählung von 1895 lag die Einwohnerzahl bei 354. Neuhof wurde 1938 nach Hildesheim eingemeindet, Straßennamen wurden 1939 eingeführt. Den Zweiten Weltkrieg überstand das Dorf, in dessen Mitte noch heute einige Fachwerkhäuser erhalten sind, ohne Schäden.
Im 19. und 20. Jahrhundert war Neuhof als „Kirschblütendorf“ bekannt und vor allem zur Zeit der Kirschblüte ein beliebtes Ausflugsziel, da auf den Streuobstwiesen hauptsächlich Kirschbäume standen. Bekannt war zum Beispiel das Ausflugslokal „Klingenberg“ auf dem gleichnamigen, 207 m hohen Berg, das über den 1939 so benannten „Kirschblütenweg“ zu erreichen war.

### Hildesheimer Wald
ELFI/Trillke/Bosch/Blaupunkt-Werk
| Jahr              | Bosch-Beschäftigte 1937 bis April 1952 als ELFI/Trillke in Hildesheim (ohne Blaupunkt) |
| ----------------- | -------------------------------------------------------------------------------------- |
| 1939 (Jahresende) | 543                                                                                    |
| 1940 (Jahresende) | 830                                                                                    |
| 1944 (Frühjahr)   | 3200                                                                                   |
| 1944 (September)  | 4290                                                                                   |
| 1945 (März)       | 4079                                                                                   |
| 1945 (Mai)        | 439                                                                                    |
| 1945 (Oktober)    | 481                                                                                    |
| 1946              | 753                                                                                    |
| 1947 (Januar)     | 1410                                                                                   |
| 1947 (Mai)        | 1282                                                                                   |
| 1948              | 1548                                                                                   |
| 1949              | 1615                                                                                   |
| 1950              | 1067                                                                                   |
| 1955              | 2284                                                                                   |
| 1960              | 3977                                                                                   |
| 1965              | 4191                                                                                   |
| 1970              | 4661                                                                                   |
| 1975              | 3517                                                                                   |
| 1980              | 3485                                                                                   |
| 1985              | 3259                                                                                   |
| 1990              | 3133                                                                                   |
| 2000              | 2414                                                                                   |
| 2005              | 1940                                                                                   |
| 2024              | 1500                                                                                   |

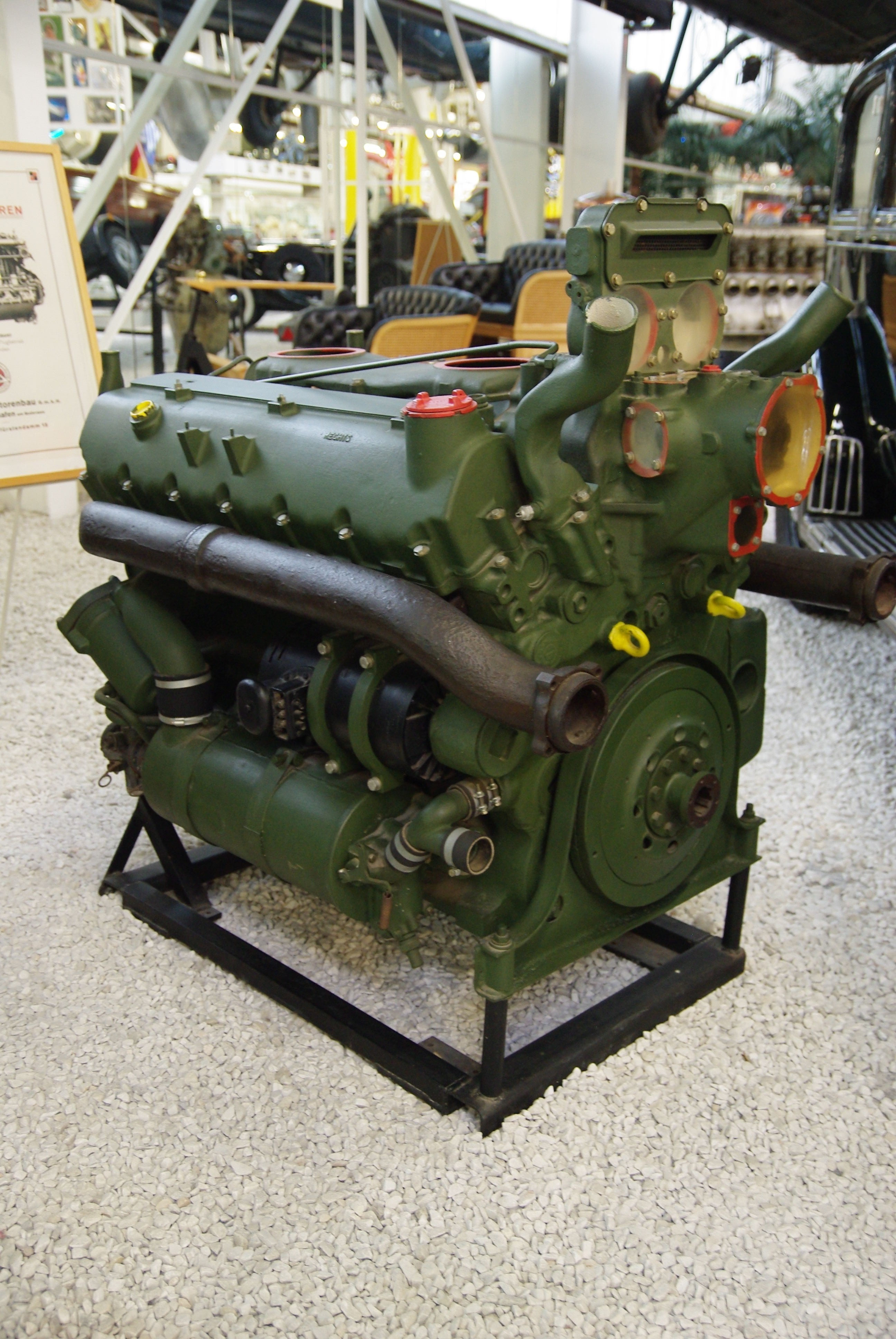
Bosch-Magnetzünder und -Starter aus Hildesheim waren u. a. in den V12-Maybach-Ottomotoren vom Typ HL 230 der Tiger-Panzer eingebaut

Das Waldgebiet im äußersten Südwesten Hildesheims wird seit 1440 Hildesheimer Wald genannt.
Im Zuge der Aufrüstung der Wehrmacht wurde 1935/36 für den Bedarf der Luftwaffe im Auftrag des Reichsluftfahrtministeriums (RLM) von der Robert Bosch AG (seit 1937 eine GmbH) ein Werk mit dem Tarnnamen Dreilinden Maschinenbau GmbH (DLMG) in Kleinmachnow bei Berlin gebaut. Dieses zum Schutz gegen Fliegerangriffe getarnte „Ausweichwerk I“ (auch „Außenwerk I“ genannt) war eine hundertprozentige Bosch-Tochter und stellte neben anderen Komponenten hauptsächlich Einspritzpumpen für Daimler-Benz-Flugmotoren (DB 601, DB 605 etc.) her, die z. B. im benachbarten Genshagen bei der Daimler-Benz Motoren GmbH gebaut wurden.
Für die Ausrüstung von Fahrzeugen des Heeres sollte Bosch auf Rechnung der Verwertungsgesellschaft für Montanindustrie („Montangesellschaft“, siehe auch Montan-Schema), einer Treuhandgesellschaft von Heereswaffenamt bzw. OKH, im Hildesheimer Wald das „Ausweichwerk II“ bauen, das von einer Firma mit dem Tarnnamen ELFI („Elektro- und Feinmechanische Industrie GmbH“) gepachtet werden sollte. Dieses von den beiden Stuttgarter Firmen Bosch (98 % der GmbH-Anteile: 49.000 RM) und Bauer (2 %: 1.000 RM) gegründete Unternehmen ELFI war ein reiner Rüstungsbetrieb und (ab Herbst 1943 alleiniger) Hersteller von Startern, Lichtmaschinen, Magnetzündern und Schwungkraftanlassern für Panzer- und große Lkw-Motoren.
Daraufhin wurde 1937 zwischen der reichseigenen Montangesellschaft und der Stadt Hildesheim ein Kauf- und Erschließungsvertrag über ein 42 Hektar großes Areal im Hildesheimer Wald abgeschlossen. Nach Zukauf eines angrenzenden Streifens 1943 war das Gelände ca. 61–63 Hektar groß. (Zum Vergleich: Der Große Garten in Hannover hat eine Fläche von knapp 50 Hektar.) Die Stadt Hildesheim sollte die Gas-, Wasser- und Stromversorgung bereitstellen, eine Buslinie für den Werksverkehr einrichten und ausreichenden Wohnraum schaffen. Von Neuhof aus wurde auf Kosten der Stadt die (Hildesheimer-)„Waldstraße“ (heutige „Robert-Bosch-Straße“; Kreisstraße 103) gebaut, die anfangs auf keiner Karte verzeichnet war, um das neue ELFI-Werk (Adresse: Hildesheim-Neuhof, Waldstr. 200) geheim zu halten.
Baubeginn des Werkes war im August 1938, das Richtfest konnte im Dezember 1940 gefeiert werden. Als Schutz gegen feindliche Luftaufklärung war das Werk ohne große Freiflächen angelegt. Die niedrig gehaltenen Gebäude wurden unter weitgehender Beibehaltung des alten Baumbestandes errichtet. Um Schäden bei möglichen Luftangriffen gering zu halten, wurden die getarnten Hallen schräg versetzt in möglichst kleinen Waldschneisen angeordnet.
Die Fertigung begann im Laufe des Jahres 1941, wobei Lehrlingsausbildung, Anlernwerkstätten, Kleinfertigungen und Vorrichtungsbau noch in der Stadt untergebracht waren.
Weil andere deutsche Unternehmen gleiche oder ähnliche Marken und Begriffe wie „ELFI“ verwendeten und diese daher Verwechslungen befürchteten, wurde nach deren Reklamationen im Februar 1941 aus einer Fülle von Vorschlägen heraus die Firma zunächst in „Elufin Hildesheim“ geändert. Da im Warenregister auch unter „Elufin“ bereits zwei Einträge existierten, erfolgte schließlich im Dezember 1942 eine erneute Änderung in „Trillke-Werke“. Der auf den benachbarten Trillkebach zurückgehende Name hatte dann bis April 1952 Bestand, als die Trillke GmbH als Werk Hildesheim auch offiziell Teil von Bosch wurde.
Bis Mitte 1944 hatte das ELFI-/Trillke-Werk keinen Bahnanschluss. Da der steigende Werkspersonenverkehr wegen des im Krieg rationierten Dieselkraftstoffs nicht ausreichend geleistet werden konnte, wurde bereits Anfang der 1940er Jahre geplant, die Buslinie zum Werk im Hildesheimer Wald mit Oberleitungsbussen zu betreiben. Nach diversen Schwierigkeiten mit der Zuteilung des ebenfalls kontingentierten Kupfers für die Fahrleitung und der Beschaffung der Fahrzeuge konnte im August 1943 die O-Buslinie der Straßenbahn Hildesheim den Betrieb zum Werk aufnehmen. In Hildesheim endete der O-Bus-Verkehr im Mai 1969.
Um eine Verbindung zum Netz der Deutschen Reichsbahn zu erhalten, wurde zum Werk von September 1943 bis Juni 1944 ein 2,4 km langes Anschlussgleis als Abzweig der Kleinbahnstrecke Marienburg (Han)–Hildesia zur Munitionsanstalt Diekholzen gebaut. Im September 1944 betrug die Trillke-Mitarbeiterzahl rund 4300, davon knapp 3700 am Standort Hildesheimer Wald. Etwa 47 % davon waren Ausländer, in der Mehrzahl Zwangsarbeiter. Bis Kriegsende wurden fast ausschließlich die oben aufgelisteten Anbauteile für Ottomotoren gefertigt. Die Trillke-Werke waren ab Herbst 1943 alleiniger Hersteller dieser Komponenten, da deren Fertigungseinrichtungen im Bosch-Stammwerk („Lichtwerk“ und „Zünderwerk“) Feuerbach durch die Luftangriffe auf Stuttgart stark gefährdet waren und im September/Oktober 1943 in die Trillke-Werke verlegt wurden.
Für die Beschäftigten wurde unweit der Fabrik eine Wohnsiedlung gebaut, die den Namen „Hildesheimer Wald“ erhielt. Da ein Teil der Belegschaft – seinerzeit in der Sprache des Nationalsozialismus auch „Gefolgschaft/Gefolgsleute“ genannt – von Bosch aus Stuttgart nach Hildesheim versetzt worden war, erhielten die Straßen in dem neuen Wohngebiet Ortsnamen aus Baden-Württemberg, zum Beispiel 1939 der Feuerbacher Weg (Stuttgart-Feuerbach ist Sitz des Bosch-Stammwerkes). Der Uhlandweg erhielt 1941 seinen Namen nach dem schwäbischen Dichter Ludwig Uhland.
Die Bosch-Tochter Blaupunkt-Werke GmbH mit Stammwerk in Berlin-Wilmersdorf verlegte im Januar 1945 ihre durch die Weichsel-Oder-Operation der Roten Armee gefährdete Fertigung von „Korfu“-Funkmessgeräten in Küstrin (Tarnname „Udo-Werke GmbH“, nach Udo Werr, einem Mitarbeiter von Blaupunkt-Geschäftsführer Paul Goerz) zu Trillke in den Hildesheimer Wald. Bereits knapp zwei Jahre vorher war nach der weitgehenden Zerstörung des Wilmersdorfer Werkes am 1. März 1943 durch einen britischen Luftangriff ein Großteil der Fertigungen nach Berlin-Treptow (Ost-Berlin), Reichenberg (damals „Reichsgau Sudetenland“) und andere Standorte verlegt worden, die später sämtlich in die Verwaltung der Sowjetischen Militäradministration in Deutschland (SMAD) fielen.
Nach Kriegsende im Mai 1945 wurde in Hildesheim zunächst mit der Reparatur von Rundfunkgeräten begonnen und von der dort Ende 1945 neu gegründeten Blaupunkt-Apparatebau GmbH (BPAG) der Plan gefasst, monatlich 5000 Radiogeräte zu fertigen. Blaupunkt stellte bereits 1932 mit dem „Autosuper AS 5“ das erste in Europa entwickelte Autoradio vor und entwickelte sich später zum führenden deutschen Autoradiohersteller. Nach der Verlegung des Firmensitzes von Berlin nach Hildesheim erfolgte Anfang der 1950er Jahre die Umfirmierung der BPAG zur Blaupunkt-Werke GmbH. Ab 1948 stellte Blaupunkt wieder Autoradios her und konnte am 16. Juni 1959 das einmillionste Gerät ausliefern. Zu der Zeit fanden im Blaupunkt-Werk 6000 Menschen Arbeit, dazu kamen knapp 4000 Personen in der Bosch-Fertigung für die Autoindustrie. Im April 1964 waren bereits 3 Millionen Geräte gebaut. Nach dem 25-millionsten Autoradio Mitte 1979 lief im Juli 1990 das 50-millionste Blaupunkt-Autoradio vom Band. In den 1970er Jahren hatte Blaupunkt weltweit insgesamt 13.700 Mitarbeiter.
Die Trillke-Werke und der gesamte Stadtteil überstanden die Luftangriffe auf Hildesheim im Zweiten Weltkrieg ohne irgendwelche Schäden. Am 7. April 1945 erreichten Truppen der 9. US-Armee das Werk. Bereits Ende Juni erhielt es von der Militärregierung der Britischen Besatzungszone die Genehmigung zur Wiederaufnahme einer „Friedensproduktion“. Anfang 1952 bestand für Trillke nicht mehr die Gefahr, Opfer einer Dekartellisierung zu werden. Die „Trillke-Werke GmbH“ wurde daher im April 1952 im Handelsregister gelöscht und als Robert Bosch GmbH, Werk Hildesheim vom Betreiber Bosch übernommen.

### Marienrode

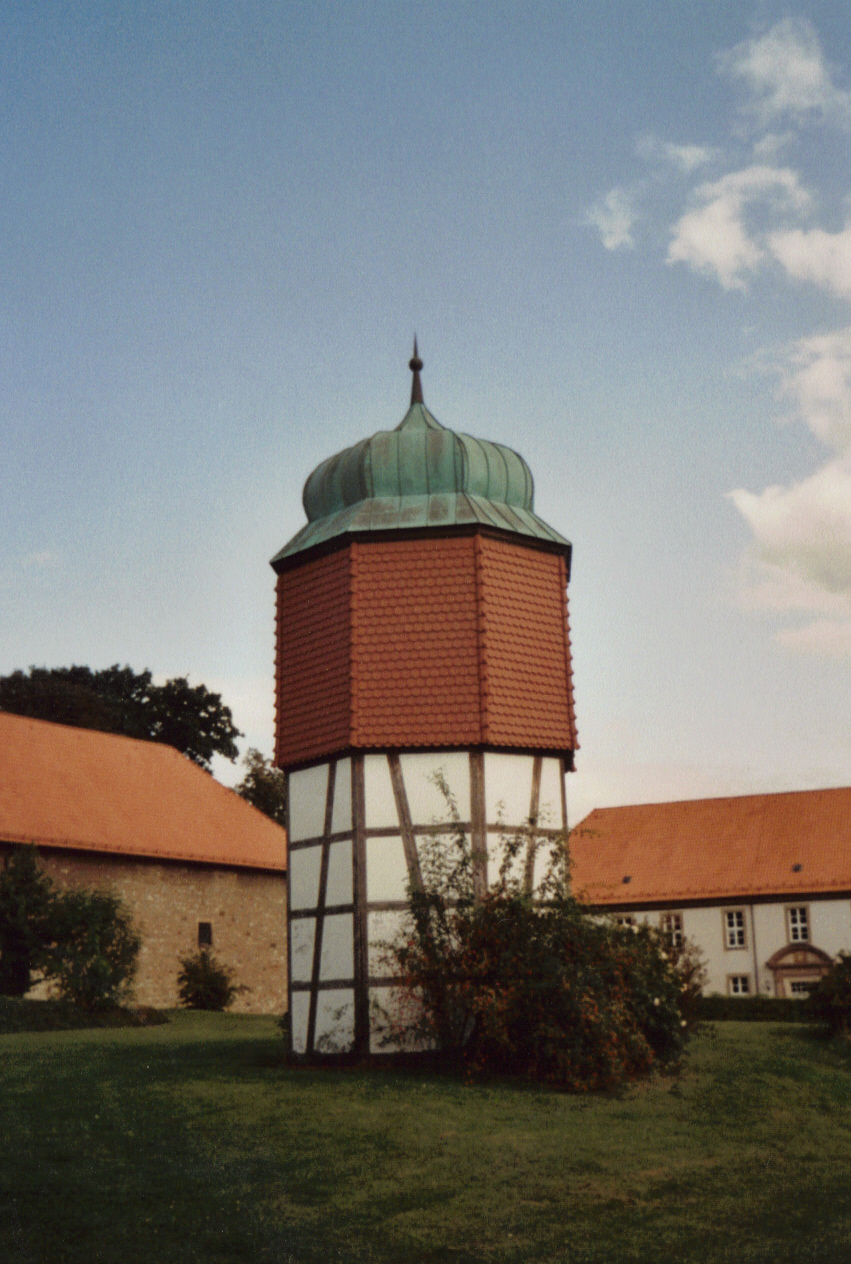
Taubenturm in der Klosteranlage

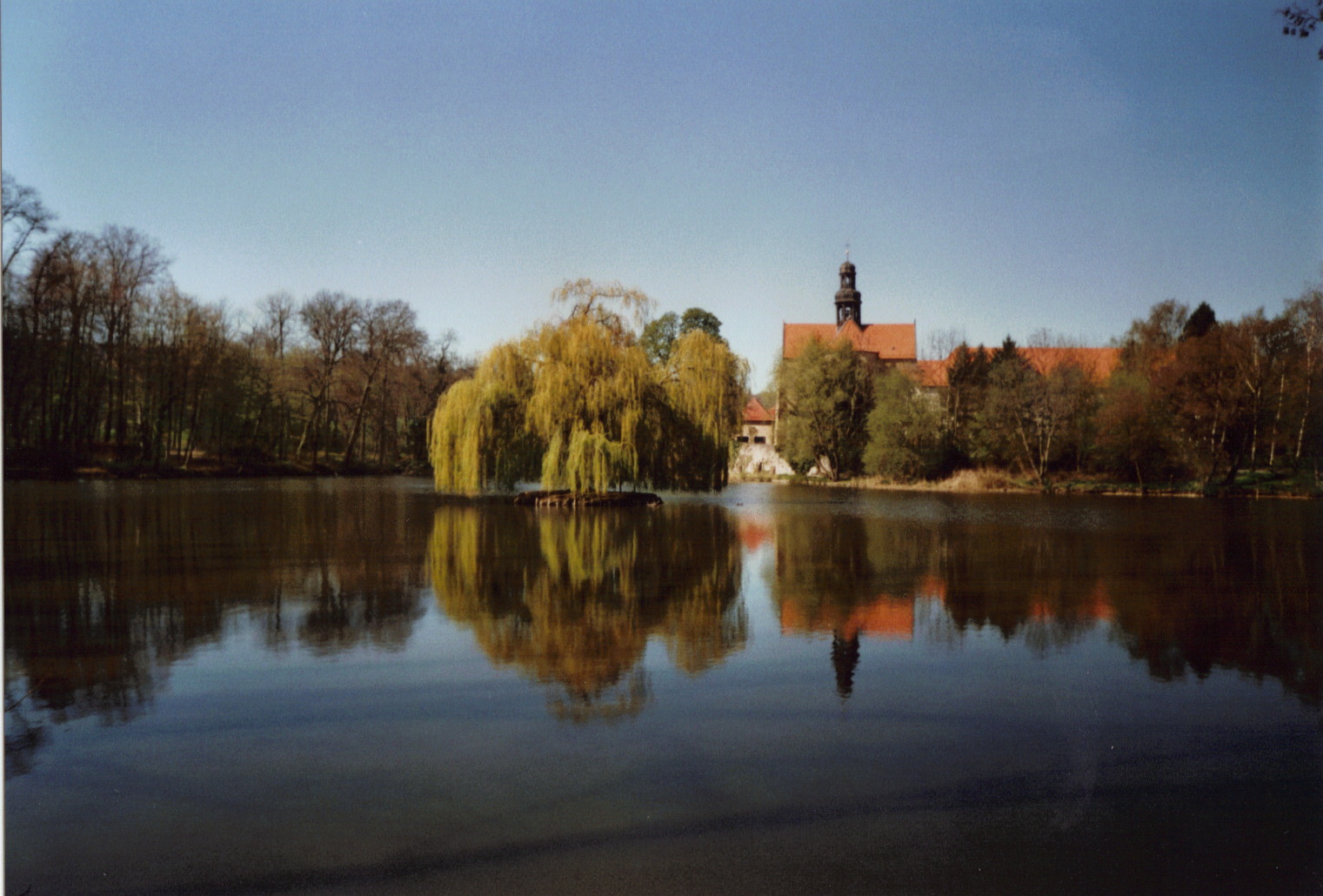
Blick über den Klosterteich zum Kloster Marienrode

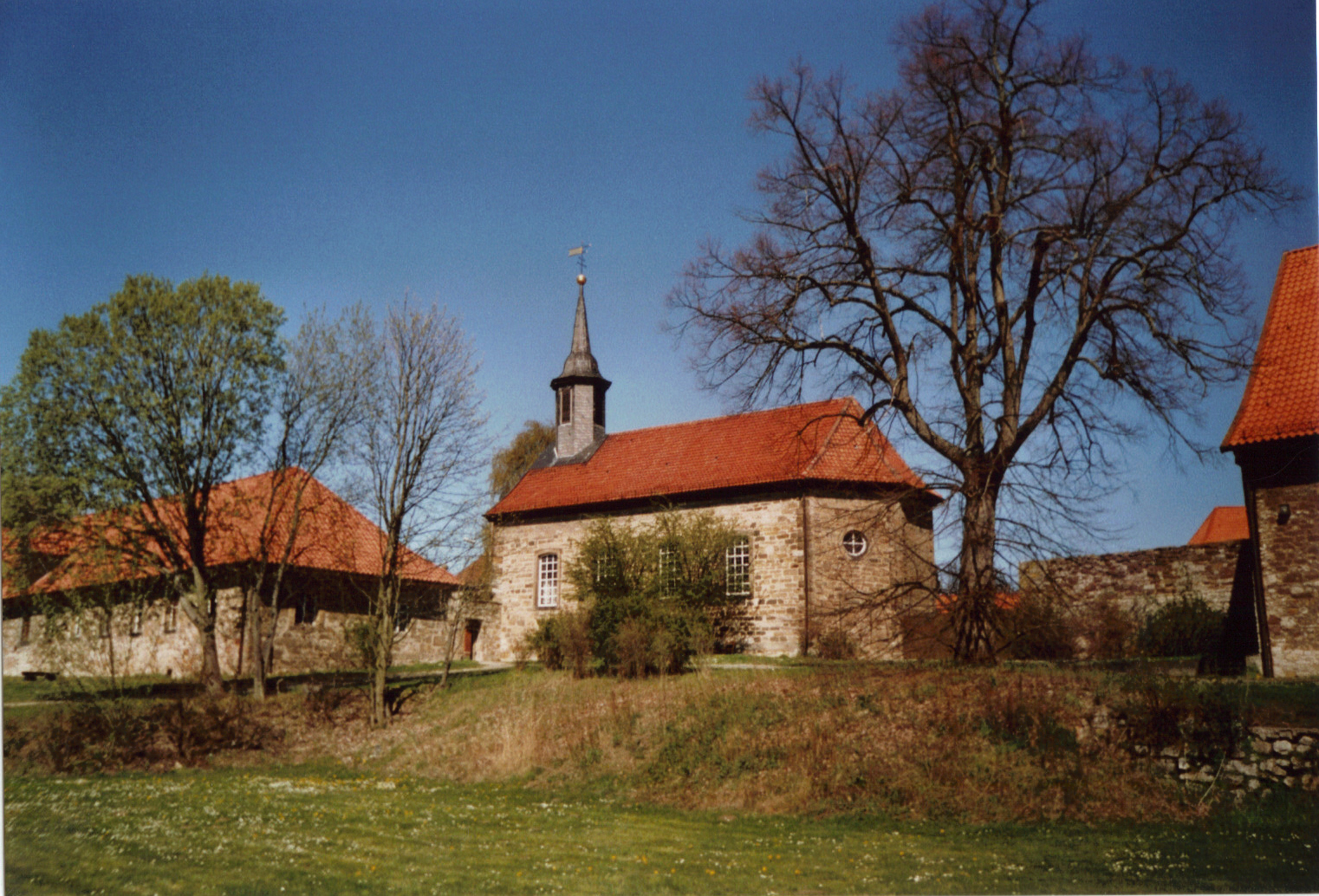
Evangelische Pfarrkirche St. Cosmas und Damian

Marienrode wurde 1125 gegründet, als der Hildesheimer Bischof Berthold I. (1119–1130) hier ein Augustinerkloster errichten ließ. Es erhielt den Namen „Backenrode“, hieran erinnert der Straßenname „Baccenroder Stieg“ unweit nördlich der heute noch bestehenden Klosteranlage. Manchmal wurde auch die Bezeichnung „Betzingerode“ verwendet. 1259 erfolgte die Umwandlung in ein Zisterzienserkloster, dessen Mönche Wälder rodeten und Ackerbau betrieben. Sie gründeten um 1260 einen Hof, der sich im Bereich des heutigen Ortsteils Neuhof befand. Den Namen Kloster Marienrode trägt das Kloster erst seit 1439. Es wurde 1806 im Zuge der Säkularisation aufgelöst und 1986 an die katholische Kirche zurückgegeben; seit 1988 werden die Gebäude wieder als Kloster genutzt.
Um das Kloster herum entstand ein kleines Dorf, das stark von Kloster und Domäne geprägt war und 1895 bei der Volkszählung 153 Einwohner hatte. Als Marienrode am 1. März 1974 nach Hildesheim eingemeindet wurde, lag die Einwohnerzahl bei 176. Nach der Klosterneugründung sank die Einwohnerzahl auf 42. Das Dorf, in dem es keinen Verein gab, war nicht an den öffentlichen Personennahverkehr angeschlossen und verfügte nicht über eine Ortskanalisation.

## Politik

### Ortsrat
Der Ortsrat, der Neuhof/Hildesheimer Wald/Marienrode vertritt, setzt sich aus neun Mitgliedern zusammen. Die Ratsmitglieder werden durch eine Kommunalwahl für jeweils fünf Jahre gewählt.

Bei der Kommunalwahl 2021 ergab sich folgende Sitzverteilung:
| Ortsrat 2021Insgesamt 9 Sitze - SPD: 3 - Grüne: 2 - FDP: 1 - CDU: 3 |

### Ortsbürgermeister
Ortsbürgermeister ist Dieter Thoms (SPD), Stellvertretende Ortsbürgermeister sind Michael Jahns (CDU) und Kathrin Vornkahl (Bündnis 90/Die Grünen).

## Kultur und Sehenswürdigkeiten

### Neuhof
Eine eigene katholische Kirche, die Kapelle „Mariä Heimsuchung“ (Klingenbergstraße 36), erhielt Neuhof erst 1983/84. Die Kapelle gehört seit 2014 zur Pfarrei St. Mauritius, zuvor gehörte sie zu St. Michael.
Im Dorf ist an der Neuhofer Straße Ecke Schwarze Riede das 1899 im Stil der Neorenaissance erbaute und früher vielbesuchte ehemalige Gasthaus „Sternhaus“ aus gelben und roten Backsteinen erhalten, schräg gegenüber erhebt sich ein weithin sichtbares Fachwerkhaus aus der zweiten Hälfte des 19. Jahrhunderts. Unweit südlich von Neuhof fällt an der nach Marienrode führenden Straße eine weithin sichtbare Feldscheune aus Fachwerk auf, die 1910 erbaut wurde.

### Hildesheimer Wald

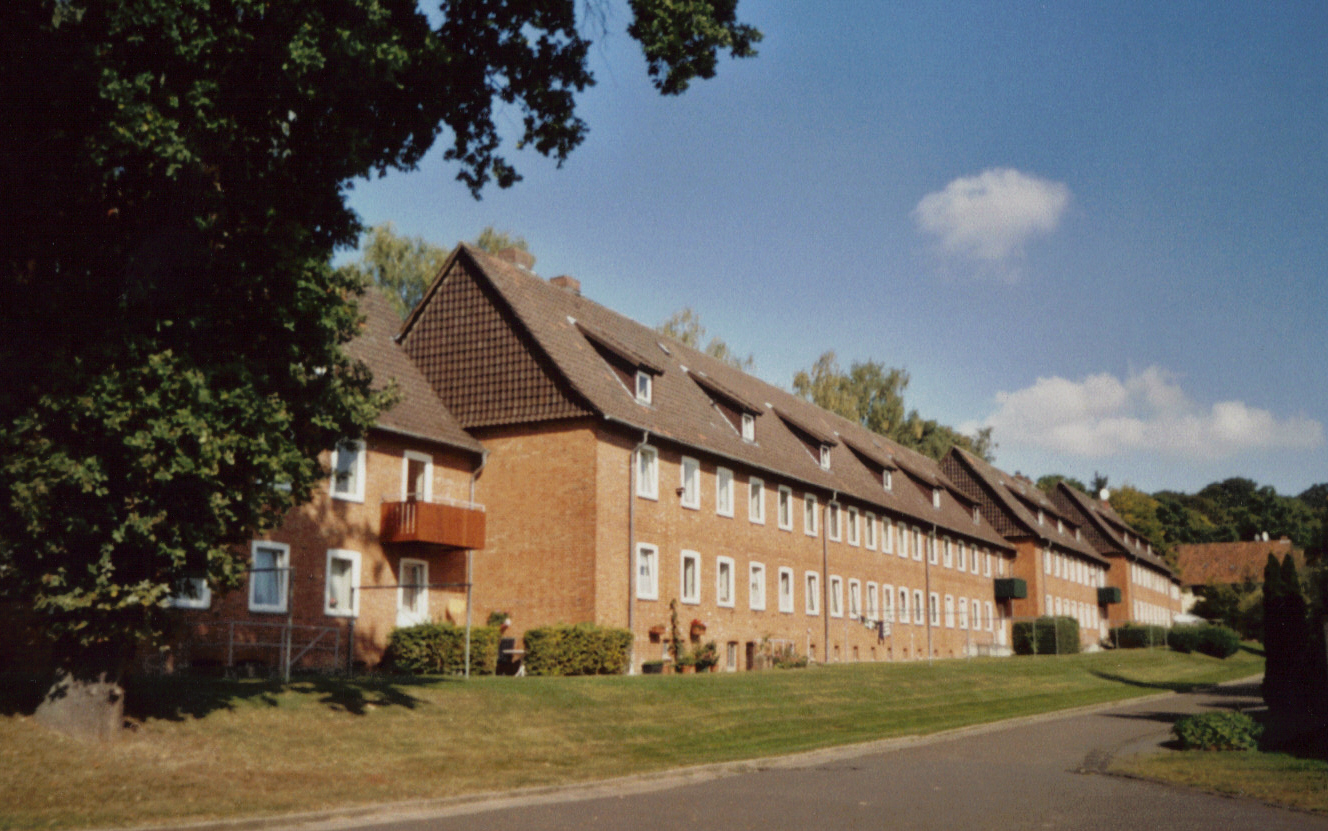
Werkssiedlung Hildesheimer Wald, Feuerbacher Weg

Die Werkssiedlung „Hildesheimer Wald“ wurde 1939–1944 angelegt, teilweise durch Zwangsarbeiter, und ist umso bemerkenswerter, als sie zu einer Zeit entstand, als in Deutschland wegen der Kriegsereignisse kaum noch Wohnungen gebaut werden konnten.
Die Siedlung entstand in drei Bauabschnitten. Der erste Bauabschnitt umfasste den Bereich Feuerbacher Weg, Cannstatter Weg, Uhlandweg und Stuttgarter Straße. Er bestand hauptsächlich aus Einfamilienhäusern für höher gestellte Fachkräfte. Man unterschied dabei zwischen Einfamilienhäusern mit sechs und Einfamilienhäusern mit zweieinhalb Zimmern. Im zweiten Bauabschnitt um die Straße Kaninchenbrink entstanden zweigeschossige Mehrfamilienhäuser, vor allem am Feuerbacher Weg. In den Mehrfamilienhäusern – relativ schmucklose Backsteingebäude – bestand jede Wohnung aus viereinhalb Zimmern. Als letztes wurde 1944, ebenfalls mit Mehrfamilienhäusern, der dritte Bauabschnitt unter dem Namen „Kaninchenbrink West“ in der heutigen Straße Unter den Eichen fertiggestellt.
Alle Wohngebäude der Werkssiedlung haben maximal zwei Geschosse. Die Häuser wurden mit besonders dicken Wänden und teilweise mit massiven bunkerähnlichen Kellern unter bereits vorhandenen Bäumen gebaut; sie stehen heute als Gruppendenkmal unter Denkmalschutz.

### Marienrode

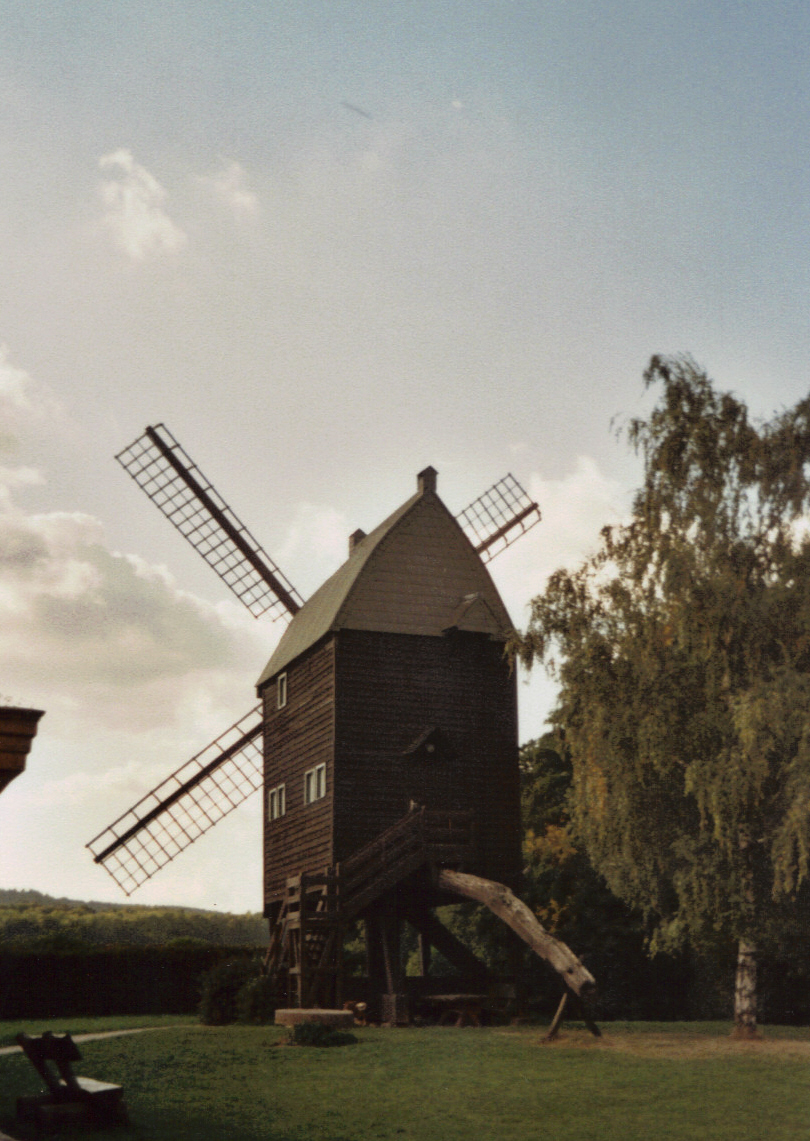
Bockwindmühle im Süden von Marienrode

Die Klosteranlage wird geprägt durch die 1412 bis 1462 erbaute spätgotische Klosterkirche St. Michael. In der Mitte des Klosterhofs erhebt sich der Taubenturm, unweit von ihm wurde 1792 die Kapelle St. Cosmas und Damian als Torkapelle errichtet. Sie dient seit 1831 als evangelische Pfarrkirche des Stadtteils und wurde 1835 umgebaut. Im Norden des Klosterhofs ist eine 1722 erbaute Kornscheune zu sehen.
An der Egloffsteinstraße befindet sich eine ehemalige Schule, die 1716 vom Kloster unter Abt Niward gestiftet wurde.
Eine weithin sichtbare Bockwindmühle erhebt sich südöstlich unweit des Dorfes in der Nähe eines großen Teiches. Sie wurde 1839 erbaut und bis 1939 als Mühle genutzt. Seit 1959 dient sie als Jugendheim sowie für Tagungen und Seminare. Am Teich, der entsprechend der Tradition der Zisterzienser als Fischteich angelegt wurde, steht eine Wassermühle, die seit 1953 Wohnzwecken dient. Beide Mühlen sind über eine Allee aus rund 200 Jahre alten Linden zu erreichen, deren ursprüngliches Straßenpflaster gut erhalten ist.
Auf dem Friedhof außerhalb des Klosterhofs wurden die Gräfinnen Caroline (1789–1868) und Julie (1792–1869) von Egloffstein begraben, zwei Freundinnen von Johann Wolfgang von Goethe.

## Wirtschaft und Infrastruktur
Der Stadtteil verfügt über eine Grundschule, zwei Kindergärten, zwei Sportplätze, vier Tennisplätze und drei Dauerkleingärtenanlagen. Wegen der sinkenden Einwohnerzahl – nicht zuletzt im Zusammenhang mit dem Abbau von Arbeitsplätzen im Gewerbegebiet Hildesheimer Wald – wird eine Schließung der Grundschule Neuhof befürchtet, auch geht man von einem Abbau an Kindergartenplätzen aus. Durch die Einrichtung eines Neubaugebietes im Bereich „Goldene Perle“ und an der Gärtnerei und durch die Ausnutzung vorhandener Leerstände kann dem entgegengewirkt werden.
Neuhof und Hildesheimer Wald sind über die Robert-Bosch-Straße (Kreisstraße K 103) und über eine Stadtbuslinie mit dem Zentrum verbunden, nicht jedoch Marienrode, das nicht an den öffentlichen Personennahverkehr angebunden ist. In den 1970er Jahren entstand nördlich von Neuhof am Osthang des 242 m hohen Lerchenberges das Wohngebiet Trockener Kamp, dessen Hochhäuser schon aus großer Entfernung zu sehen sind. Zwischen ihm und dem Altdorf Neuhof wirkt die breit ausgebaute K 103 wie eine Barriere. Im Wohngebiet wurde in den 1970er Jahren eine Ladenzeile gebaut, bei der es immer wieder zu Leerständen kommt.
Es gibt ein ausgedehntes Netz von Rad- und Wanderwegen, zum Beispiel am Trillkebach, am Klingenberg (207 m) im Süden, am Lerchen- (242 m) und Rottsberg (224 m) im Westen sowie am Steinberg (141 m) im Osten des Stadtteils. Bei klarem Wetter reicht die Sicht bis zum Brocken im rund 60 km entfernten Harz. Ein Ausflugsziel ist der Aussichtsturm im Hildesheimer Wald, der auf einem 281 m hohen Hügel erbaut wurde.

## Persönlichkeiten
- Engelbert Nelle (1933–2016), Politiker und Sportfunktionär